# Irina Godunovová
Irina Fjodorovna Godunova později Alexandra (rusky Ирина Фёдоровна Годунова), (1557 Moskva – 29. října 1603 Novoděvičí klášter) byla ruská carevna, manželka ruského cara Fjodora I. Ivanoviče v letech 1584–1598 a sestra Borise Godunova.

## Život
Její svatba s Fjodorem Ivanovičem, třetím synem cara Ivana Hrozného, se uskutečnila z vůle jeho otce v roce 1580. Po Ivanově smrti a Fjodorově korunovaci se stala ruskou carevnou. V manželství se v roce 1594 narodila jediná dcera, Feodosija Fjodorovna, která však zemřela jako nemluvně ve věku devíti měsíců. Tím skončila moskevská linie dynastie Rurikovců, potomků Ivana I. Kality).
Tento sňatek byl dalším stupněm na cestě Borise Godunova vzhůru k moci. Vliv Godunova na Fjodora I. byl do značné míry založen na Fjodorově lásce k Irině, jež se bratrovým plánům nebránila, i když nebyla jeho aktivní pomocnicí. Proto se Godunovovi protivníci, rodina Šujských, rozhodli odstranit Irinu a tak omezit Borisův vliv. Plánem rodiny Šujských byl rozvod cara Fjodora a Iriny, kvůli její neplodnosti, a podařilo se jim přimět metropolitu Dionisije k účasti na tomto plánu.
Godunov však spiknutí odhalil a Šujští museli odejít do vyhnanství. Po smrti Fjodora I. 7. ledna 1598 se bojaři obávali bezvládí a rozhodli se přísahat Irině. Irina Godunovová, ale devátého dne po smrti svého muže odešla do Novoděvičího kláštera v Moskvě, kde se stala jeptiškou, přijavši jméno Alexandra. Z toho důvodu až do 17. února 1598, kdy byl Boris Godunov prohlášen carem, bojarská rada vydávala výnosy jménem carevny Alexandry.
Irina Godunová zemřela několik let poté v Novoděvičím klášteře. Údaje o datu jejího úmrtí se různí, některé prameny uvádějí 29. říjen, jiné 26. září 1603, další pak rok 1604.